# Гейтс, Роберт
Ро́берт Ма́йкл Гейтс (англ. Robert Michael Gates; род. 25 сентября 1943, Уичито, штат Канзас) — американский государственный и военный деятель. Сотрудник Центрального разведывательного управления с 1966 года, его директор в 1991—1993 годах. Министр обороны США в 2006—2011 годах.

## Детство и юность
Роберт Майкл Гейтс родился 25 сентября 1943 года в городе Уичита, штат Канзас в семье торговца автомобильными запчастями. По его собственным словам, был «примерным сыном, любознательным, организованным, спортивным». В детстве мечтал стать врачом. Окончил «Восточную высшую школу» (East High School) в родном городе в 1961 году с отличными оценками. В юности являлся бойскаутом и принимал активное участие в деятельности американского скаутского движения, где «дослужился» до высшего звания Eagle Scout («Орлиный скаут»).

### Образование
В 1961 году поступил на исторический факультет в Колледж Уильяма и Мэри в Вирджинии. Являлся членом студенческого братства ΑΦΩ («Альфа Фи Омега»), вступил в молодёжное отделение Республиканской партии. В колледже занимался выпуском журнала William and Mary Review, на карманные расходы зарабатывал вождением автобуса. Тогда же заинтересовался Советским Союзом и занялся изучением русского языка. В 1965 году окончил колледж со степенью бакалавра искусств.
В 1966 году окончил Индианский университет в Блумингтоне со степенью магистра в области истории восточноевропейских стран. В 1967—1969 годах на службе в ВВС США.
В 1974 году защитил докторскую диссертацию в Джорджтаунском университете по теме «Советская синология как источник взглядов Кремля и полемики по поводу современных событий в Китае».

## В ЦРУ и СНБ
С 1966 года работал в Центральном разведывательном управлении (ЦРУ), начал службу в качестве эксперта-аналитика. Работал членом штаба специального помощника директора ЦРУ по сокращению стратегических вооружений и одним из двух помощников офицера национальной разведки по стратегическим программам. В 1974—1979 годах в Совете национальной безопасности (СНБ). В 1979 году вернулся в ЦРУ, был назначен офицером национальной разведки по Советскому Союзу (то есть главным экспертом ЦРУ в данной области в ранге члена Совета национальной разведки).
Карьера Роберта Гейтса ускорилась после того, как президент США Рональд Рейган в 1981 году назначил директором Центральной разведки и главой ЦРУ Уильяма Кейси. В том же году Гейтс стал руководителем исполнительного штаба при директоре Центральной разведки. С января 1982 года — заместитель директора по разведке. С сентября 1983 года, одновременно, председатель Совета национальной разведки. С 1986 года — первый заместитель директора (до марта 1989). В период болезни Кейси, в декабре 1986 — мае 1987 года исполнял обязанности директора ЦРУ. Президент Рейган выдвинул его кандидатуру на пост директора Центральной разведки, однако во время процедуры утверждения его кандидатуры в Конгресс Гейтс взял самоотвод в связи с тем, что ЦРУ, в котором он занимал руководящую должность, в это время было вовлечено в скандал «Ирангейт».
С марта 1989 года — заместитель помощника президента по национальной безопасности. С августа 1989 года — помощник президента Джорджа Буша-старшего и заместитель советника президента по национальной безопасности Брента Скоукрофта.
В 1991—1993 годах — директор Центральной разведки и глава  Центрального разведывательного управления. В октябре 1992 года Гейтс стал первым директором, посетившим московский Кремль — во время своего визита в Россию он встречался с президентом Борисом Ельциным и директором Службы внешней разведки Евгением Примаковым.

## После ухода с государственной службы
В январе 1993 года, после избрания президентом демократа Билла Клинтона, покинул государственную службу. Читал лекции в ряде американских университетов — Гарвардском, Йельском, Джонса Хопкинса, Вандербильдта, Джорджтаунском, штата Индиана, штата Луизиана, штата Оклахома, в колледже Уильяма и Мэри (также вошёл в число попечителей благотворительного фонда, организованного при этом учебном заведении — своей alma mater). Автор книги «Из тени» (From the Shadows: The Ultimate Insider’s Story of Five Presidents and How They Won the Cold War. Simon & Schuster, 1997).
В 1999—2001 годах исполнял обязанности декана Школы администрирования и общественного управления имени Джорджа Буша-старшего при университете A&M в Техасе. С 1 августа 2002 года — президент университета A&M. Член совета управляющих Fidelity Investments, советов директоров NACCO Industries, Inc., Brinker International, Inc. и Parker Drilling Company, Inc.

### Эксперт в области внешней политики
Является видным экспертом в области внешней политики, член Совета по международным отношениям. В 1996 году возглавлял созданную по инициативе республиканского руководства Конгресса США комиссию, которая должна была оценить степень угроз, исходящих от стран, способных стать обладателями ядерного оружия. Комиссия подтвердила мнение аналитиков ЦРУ, что должно пройти от 10 до 15 лет, прежде чем какая-либо держава, помимо России и Китая, сможет создать ракету, способную донести ядерный боезаряд до основной территории США. В выводах комиссии говорилось, что «имеющиеся данные ещё больше укрепляют её во мнении, что времени, чтобы подготовиться к неожиданностям, более чем достаточно». Эта точка зрения вызвала решительное несогласие Дональда Рамсфелда (в то время не занимавшего постов на госслужбе, но также бывшего видным экспертом), настоявшего на создании новой комиссии под собственным руководством, которая пришла к иным выводам — что угроза может наступить уже через пять лет, причём подготовка к нападению способна происходить втайне от США.
В 2004 году вместе со Збигневом Бжезинским подготовил доклад, в котором высказался за «мягкий» курс в отношении Ирана. В докладе говорилось, что «отсутствие контактов с Ираном наносит вред американским интересам в одном из наиболее важных регионов мира. Должен быть установлен прямой диалог с Тегераном по ряду вопросов, вызывающих взаимную озабоченность». Авторы полагали, что США не следует увязывать возобновление диалога с разрешением тогдашнего кризиса вокруг ядерной программы Ирана. Они считали, что сам факт такого диалога станет эффективным антикризисным средством. Предлагалось согласиться с предложением Евросоюза разрешить Ирану приобретать обогащённый уран по рыночным ценам при сохранении строгого контроля со стороны МАГАТЭ за иранской ядерной программой. Впрочем, эти рекомендации были даны до прихода к власти в Иране Махмуда Ахмадинежада, резко активизировавшего ядерную программу.

В 2004 году выступил в New York Times с критикой политики властей США по сокращению в целях безопасности количества виз, выдаваемых иностранцам, желающим учиться в Америке. Выразил уверенность, что 

защита нашей страны требует не только мер безопасности. Мы должны выиграть войну ещё и на идейном уровне. Именно поэтому мы не имеем права спокойно созерцать, как визовая система не отличает студентов и учёных от лиц, представляющих опасность… Помимо того что под угрозой наши экономические, научные и политические интересы, мы рискуем ещё и потерять своих союзников в будущем.

В начале 2005 году отказался от предложения занять пост директора национальной разведки США — координатора деятельности американских спецслужб (по мнению экспертов, этот пост связан с большой ответственностью при отсутствии реальной власти).

## Министр обороны

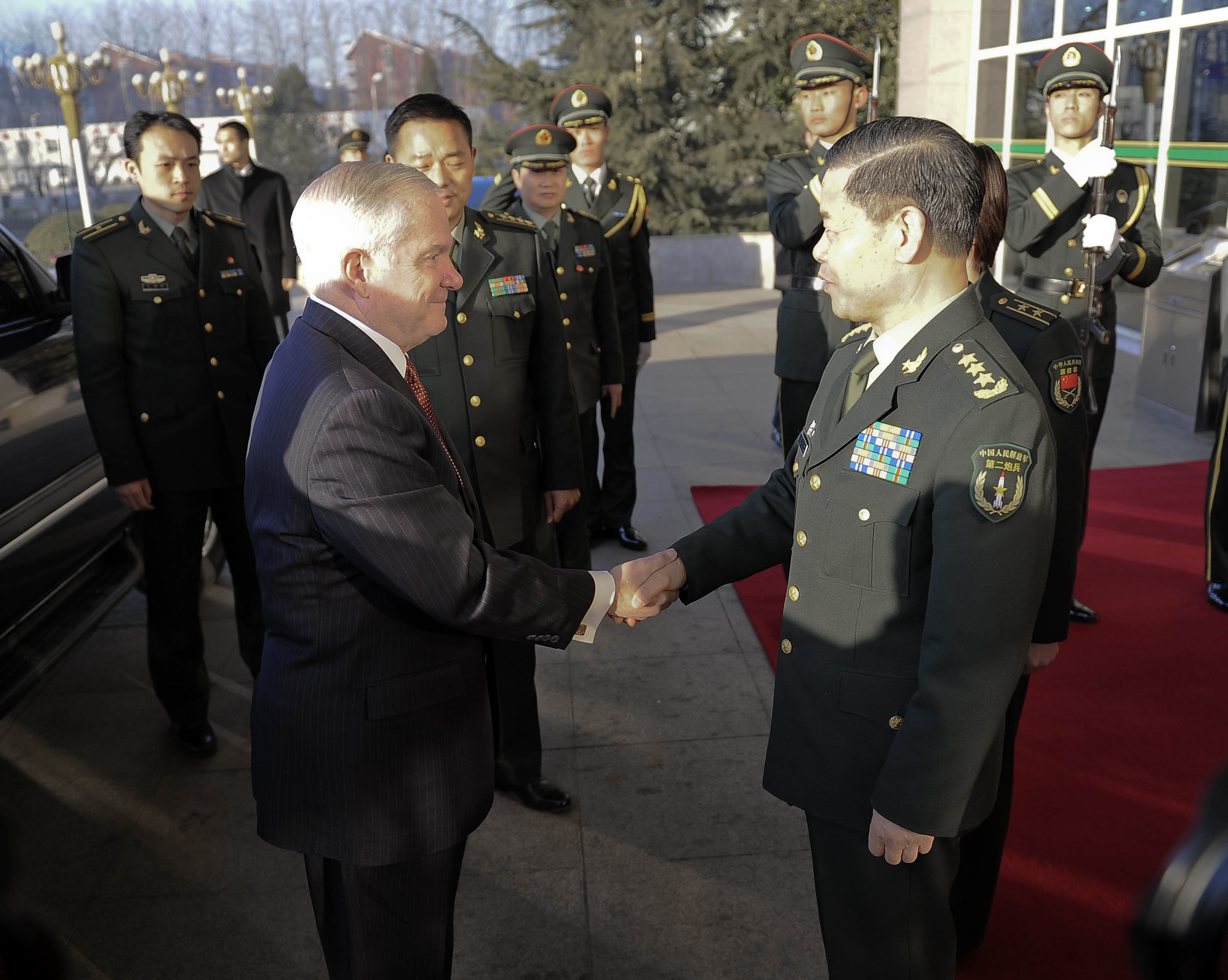
Роберт Гейтс и Цзин Чжиюань (2011)

После поражения республиканцев на выборах в Конгресс 7 ноября 2006 года президент Джордж Буш-младший принял отставку непопулярного из-за войны в Ираке министра обороны Дональда Рамсфелда. 8 ноября 2006 года он выдвинул кандидатуру Гейтса на пост министра обороны США. В декабре кандидатуру Гейтса одобрил Конгресс США, и он приступил к руководству Пентагоном.
Роберт Майкл Гейтс стал вторым специалистом по России и вторым бывшим помощником президента по национальной безопасности в составе правительства США (наряду с Кондолизой Райс).
1 декабря 2008 года новоизбранный президент США Барак Обама объявил о решении оставить Гейтса на посту министра обороны в новой администрации.
«Его (Гейтса) усилия последнего времени вызывали у многих желание, чтобы он остался на прежнем посту в администрации Обамы для создания моста между двумя администрациями», - отмечала днями ранее "Вашингтон пост".
30 июня 2011 года ушёл в отставку.

## Награды
Президентская медаль Свободы, Президентская гражданская медаль, Медаль национальной безопасности, Медаль национальной разведки «За выдающиеся заслуги» (дважды), Медаль «За заслуги в разведке» (трижды), Филадельфийская медаль Свободы, Орден Бахрейна 1-го класса.

## Исторические факты
- Будучи директором ЦРУ, Роберт Гейтс во время визита в Москву в октябре 1992 года, перед отлётом в США, прошел «парадным шагом» по Красной площади перед камерами телекорреспондентов, заявив: «Здесь, на площади, возле Кремля и Мавзолея, совершаю я одиночный парад победы» (в холодной войне). Данный сюжет не был показан по российскому телевидению — только на Западе.[12]

## Критика
Будучи директором ЦРУ, Гейтс и его рабочее окружение подвергались обвинениям в неспособности точно определить период упадка и распада Советского Союза. В частности, Гейтса критиковали за предоставление ложных доказательств того, что СССР был сильнее, чем в реальности. Также в качестве заместителя директора ЦРУ Гейтс якобы поручился за полноту исследования, которое было представлено Сенату, о причастности Советского Союза к покушению на Иоанна Павла II в 1981 году. Внутреннее расследование ЦРУ привело к признанию искажения фактов в исследовании, однако обвинения с Гейтса в поручительстве были сняты.